# Offoy (Somme)
Offoy település Franciaországban, Somme megyében. Lakosainak száma 199 fő (2022. január 1.). Offoy Hombleux, Matigny, Sancourt és Voyennes községekkel határos.

## Népesség
A település népességének változása:
| Lakosok száma | 225  | 226  | 223  | 217  | 212  | 207  | 204  | 203  | 199  |
|               | 2013 | 2015 | 2016 | 2017 | 2018 | 2019 | 2020 | 2021 | 2022 |